# Temporada 2021-22 del fútbol en Andorra
La Temporada 2021-22 del fútbol andorrano abarcó todas las actividades relativas a campeonatos de fútbol, nacionales e internacionales, disputados por clubes andorranos, y por las selecciones nacionales de este país en sus diversas categorías.

## Torneos locales
| Nivel | Torneo              | Campeonato      | Campeón                   |
| ----- | ------------------- | --------------- | ------------------------- |
| 1     | Primera Divisió     | Edición 2021-22 | Inter Club d'Escaldes     |
| 2     | Segona Divisió      | Edición 2021-22 | Penya Encarnada d'Andorra |
| -     | Copa Constitució    | Edición 2022    | Atlètic Club d'Escaldes   |
| -     | Supercopa andorrana | Edición 2021    | Inter Club d'Escaldes     |

## Torneos internacionales

### Liga de Campeones de la UEFA
| Equipo                | Fase             | Pts. | PJ | PG | PE | PP | GF | GC | Dif. | Rend. | Notas.                    |
| --------------------- | ---------------- | ---- | -- | -- | -- | -- | -- | -- | ---- | ----- | ------------------------- |
| Inter Club d'Escaldes | Ronda preliminar | 3    | 2  | 1  | 0  | 1  | 1  | 2  | -1   | 50,0% | Eliminado por el Pristina |

### Liga Europa Conferencia de la UEFA
| Equipo                | Fase                         | Pts. | PJ | PG | PE | PP | GF | GC | Dif. | Rend. | Notas.                        |
| --------------------- | ---------------------------- | ---- | -- | -- | -- | -- | -- | -- | ---- | ----- | ----------------------------- |
| FC Santa Coloma       | Segunda ronda clasificatoria | 4    | 4  | 1  | 1  | 2  | 6  | 6  | 0    | 33.3% | Eliminado por el Hibernian    |
| Inter Club d'Escaldes | Segunda ronda clasificatoria | 3    | 2  | 1  | 0  | 1  | 2  | 3  | -1   | 50%   | Eliminado por el Teuta        |
| Sant Julià            | Primera ronda clasificatoria | 2    | 2  | 0  | 2  | 0  | 1  | 1  | 0    | 16.6% | Eliminado por el Gżira United |

## Selecciones nacionales

### Selección Absoluta Masculina

#### Enfrentamientos
| Fecha      | Ciudad           | Competición                                        | Racha | Local      |                       | Resultado |                                   | Visitante              |
| ---------- | ---------------- | -------------------------------------------------- | ----- | ---------- | --------------------- | --------- | --------------------------------- | ---------------------- |
| 2/9/2021   | Andorra la Vieja | Clasificación de UEFA para la Copa Mundial de 2022 | Sí    | Andorra    | Bandera de Andorra    | 2:0       | Bandera de San Marino             | San Marino             |
| 5/9/2021   | Londres          | Clasificación de UEFA para la Copa Mundial de 2022 | No    | Inglaterra | Bandera de Inglaterra | 4:0       | Bandera de Andorra                | Andorra                |
| 8/9/2021   | Budapest         | Clasificación de UEFA para la Copa Mundial de 2022 | No    | Hungría    | Bandera de Hungría    | 2:1       | Bandera de Andorra                | Andorra                |
| 9/10/2021  | Andorra la Vieja | Clasificación de UEFA para la Copa Mundial de 2022 | No    | Andorra    | Bandera de Andorra    | 0:5       | Bandera de Inglaterra             | Inglaterra             |
| 12/10/2021 | Serravalle       | Clasificación de UEFA para la Copa Mundial de 2022 | Sí    | San Marino | Bandera de San Marino | 0:3       | Bandera de Andorra                | Andorra                |
| 12/11/2021 | Andorra la Vieja | Clasificación de UEFA para la Copa Mundial de 2022 | No    | Andorra    | Bandera de Andorra    | 1:4       | Bandera de Polonia                | Polonia                |
| 15/11/2021 | Tirana           | Clasificación de UEFA para la Copa Mundial de 2022 | No    | Albania    | Bandera de Albania    | 1:0       | Bandera de Andorra                | Andorra                |
| 25/3/2022  | Andorra la Vieja | Amistoso                                           | Sí    | Andorra    | Bandera de Andorra    | 1:0       | Bandera de San Cristobal y Nieves | San Cristóbal y Nieves |
| 28/3/2022  | Andorra la Vieja | Amistoso                                           | Sí    | Andorra    | Bandera de Andorra    | 1:0       | Bandera de Granada                | Granada                |

#### Estadísticas
|       | Equipo  | V | E | P | GF | GC | DG | %      |
| ----- | ------- | - | - | - | -- | -- | -- | ------ |
| 153.º | Andorra | 4 | 0 | 5 | 9  | 16 | -7 | 44.44% |

### Selección Sub-17

#### Enfrentamientos
| Fecha      | Ciudad | Competición                                                | Racha | Local   |                    | Resultado |                                | Visitante           |
| ---------- | ------ | ---------------------------------------------------------- | ----- | ------- | ------------------ | --------- | ------------------------------ | ------------------- |
| 7/10/2021  | Cork   | Clasificación al Campeonato Europeo Sub-17 de la UEFA 2022 | No    | Irlanda | Bandera de Irlanda | 5:0       | Bandera de Andorra             | Andorra             |
| 10/10/2021 | Cork   | Clasificación al Campeonato Europeo Sub-17 de la UEFA 2022 | No    | Polonia | Bandera de Polonia | 1:0       | Bandera de Andorra             | Andorra             |
| 13/10/2021 | Cork   | Clasificación al Campeonato Europeo Sub-17 de la UEFA 2022 | No    | Andorra | Bandera de Andorra | 0:6       | Bandera de Macedonia del Norte | Macedonia del Norte |

### Selección sub-19

#### Enfrentamientos
| Fecha      | Ciudad    | Competición                                                       | Racha | Local      |                       | Resultado |                    | Visitante |
| ---------- | --------- | ----------------------------------------------------------------- | ----- | ---------- | --------------------- | --------- | ------------------ | --------- |
| 10/11/2021 | Estocolmo | Clasificación para el Campeonato de Europa Sub-19 de la UEFA 2022 | No    | Inglaterra | Bandera de Inglaterra | 4:0       | Bandera de Andorra | Andorra   |
| 13/11/2021 | Estocolmo | Clasificación para el Campeonato de Europa Sub-19 de la UEFA 2022 | No    | Suecia     | Bandera de Suecia     | 2:0       | Bandera de Andorra | Andorra   |
| 16/11/2021 | Bromma    | Clasificación para el Campeonato de Europa Sub-19 de la UEFA 2022 | No    | Andorra    | Bandera de Andorra    | 0:6       | Bandera de Suiza   | Suiza     |

### Selección sub-21

#### Enfrentamientos
| Fecha      | Ciudad           | Competición                                   | Racha | Local      |                       | Resultado |                            | Visitante       |
| ---------- | ---------------- | --------------------------------------------- | ----- | ---------- | --------------------- | --------- | -------------------------- | --------------- |
| 6/9/2021   | Andorra la Vieja | Clasificación para la Eurocopa Sub-21 de 2023 | No    | Andorra    | Bandera de Andorra    | 0:1       | Bandera de Eslovenia       | Eslovenia       |
| 7/10/2021  | Elbasan          | Clasificación para la Eurocopa Sub-21 de 2023 | No    | Albania    | Bandera de Albania    | 2:0       | Bandera de Andorra         | Andorra         |
| 11/10/2021 | Andorra la Vieja | Clasificación para la Eurocopa Sub-21 de 2023 | No    | Andorra    | Bandera de Andorra    | 0:1       | Bandera de Inglaterra      | Inglaterra      |
| 25/3/2022  | Bornemouth       | Clasificación para la Eurocopa Sub-21 de 2023 | No    | Inglaterra | Bandera de Inglaterra | 4:1       | Bandera de Andorra         | Andorra         |
| 29/3/2022  | Andorra la Vieja | Clasificación para la Eurocopa Sub-21 de 2023 | No    | Andorra    | Bandera de Andorra    | 0:3       | Bandera de República Checa | República Checa |

### Selección femenina

#### Enfrentamientos
| Fecha     | Ciudad           | Competición | Racha | Local         |                               | Resultado |                      | Visitante |
| --------- | ---------------- | ----------- | ----- | ------------- | ----------------------------- | --------- | -------------------- | --------- |
| 18/9/2021 | Triesen          | Amistoso    | Sí    | Liechtenstein | Bandera de Liechtenstein      | 2:4       | Bandera de Andorra   | Andorra   |
| 16/2/2022 | Andorra la Vieja | Amistoso    | Sí    | Andorra       | Bandera de Andorra            | 4:1       | Bandera de Gibraltar | Gibraltar |
| 22/2/2022 | Schiltigheim     | Amistoso    |       | Tahití        | Bandera de Polinesia Francesa | 0:0       | Bandera de Andorra   | Andorra   |

### Selección femenina Sub-19

#### Enfrentamientos
| Fecha      | Ciudad           | Competición                               | Racha | Local   |                    | Resultado |                       | Visitante  |
| ---------- | ---------------- | ----------------------------------------- | ----- | ------- | ------------------ | --------- | --------------------- | ---------- |
| 19/10/2021 | Andorra la Vieja | Clasificación para el Europeo sub-19 2022 | No    | Andorra | Bandera de Andorra | 0:3       | Bandera de Gales      | Gales      |
| 22/10/2021 | Andorra la Vieja | Clasificación para el Europeo sub-19 2022 | No    | Andorra | Bandera de Andorra | 0:1       | Bandera de Albania    | Albania    |
| 25/10/2021 | Andorra la Vieja | Clasificación para el Europeo sub-19 2022 | Sí    | Andorra | Bandera de Andorra | 1:0       | Bandera de Moldavia   | Moldavia   |
| 5/4/2022   | Andorra la Vieja | Clasificación para el Europeo sub-19 2022 | Sí    | Andorra | Bandera de Andorra | 1:0       | Bandera de Georgia    | Georgia    |
| 8/4/2022   | Andorra la Vieja | Clasificación para el Europeo sub-19 2022 | No    | Andorra | Bandera de Andorra | 0:6       | Bandera de Eslovaquia | Eslovaquia |
| 11/4/2022  | Andorra la Vieja | Clasificación para el Europeo sub-19 2022 | Sí    | Andorra | Bandera de Andorra | 3:1       | Bandera de Armenia    | Armenia    |